# Nordkalotte

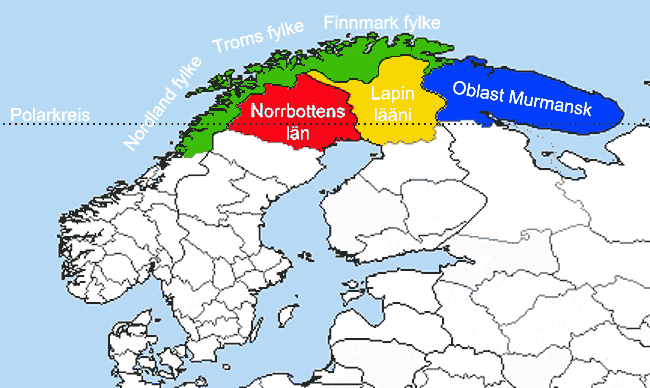
Die Nordkalotte in ihren definierten Grenzen

Die Nordkalotte ist die nördlichste Region der fennoskandinavischen Halbinsel, zu der alle Provinzen der Länder Norwegen, Schweden, Finnland und Russland gezählt werden, die am oder über dem Polarkreis liegen.

## Gebiet
Die Nordkalotte umfasst auf einer Fläche von etwa 400.000 km² folgende Provinzen:
- in Norwegen die Provinzen (norwegisch: Fylker) Nordland, Troms und Finnmark
- in Schweden die Provinz (schwedisch: Län) Norrbottens län
- in Finnland die ehemalige Provinz Lappland
- in Russland die Oblast Murmansk

In Schweden, Finnland und Norwegen macht das Gebiet der Nordkalotte insgesamt etwa 30 Prozent der Landesfläche aus, es wird aber nur von zirka fünf Prozent der Bevölkerung bewohnt. Die russischen Teile der Nordkalotte wurden nach 1917 des Öfteren nicht mehr zum Gebiet gerechnet, da nach der Russischen Revolution die Grenze zur Sowjetunion geschlossen wurde.
Das Gebiet ist größtenteils eher flach, nur im Westen erreichen die Berge Höhen von über 2000 Metern. Das Klima in Küstennähe wird vom Nordatlantikstrom geprägt und führt zu einem auch im Winter für Schiffe befahrbaren Meer. Die Naturressourcen der Region, wie etwa Eisenerz, liegen im Interesse verschiedener politischer Akteure.
Das Gebiet der Nordkalotte überlappt vollständig mit der größeren Barentsregion, die sich in Schweden und Finnland weiter nach Süden über den gesamten Nordwesten von Russland erstreckt.

## Geschichte
Die Gegend der heutigen Nordkalotte war lange Zeit ohne feste Grenzen, so dass auch die Bewohner frei umherzogen. Durch diese unklare Grenzziehung mussten viele der samischen Nomaden mehrfach Steuern zahlen. Die Steuerforderungen wurden mit der Zeit auch zu Gebietsforderungen, und im Jahr 1595 wurde eine Grenze zwischen Schweden-Finnland und Russland gezogen. Im Jahr 1751 folgte eine feste Grenze zwischen Schweden und Norwegen, die Grenze zwischen Finnland und Norwegen wurde 1826 geregelt, nachdem Finnland im Jahr 1809 an Russland überging. Im Jahr 1852 wurde die Grenze zwischen Finnland und Norwegen geschlossen, 1889 folgte die Schließung der finnisch-schwedischen Grenze. Die Grenzschließungen waren unter anderem für die umherziehenden samischen Rentierhalter problematisch.
Ab den 1950er-Jahren begann man, erneut über die Landesgrenzen hinweg zusammenzuarbeiten. Im Jahr 1971 wurde vom Nordischen Ministerrat ein Nordkalott-Komitee mit Vertretern aus Schweden, Finnland und Norwegen gegründet.

## Abgrenzung zu den Begriffen Lappland und Sápmi

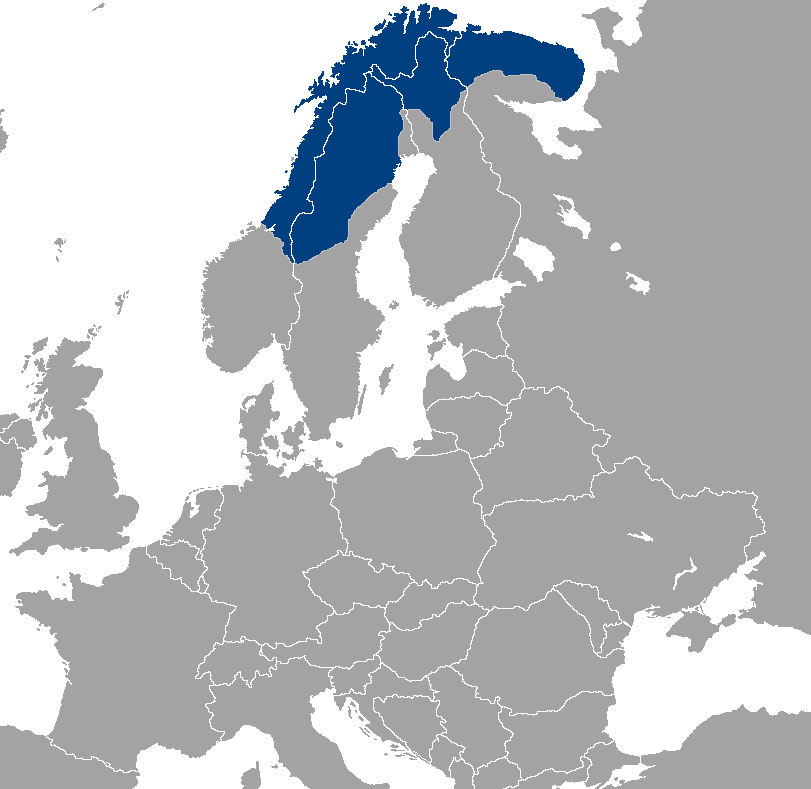
Siedlungsgebiet der Samen

Lappland umfasst im engeren Sinne nur die schwedische Landschaft (landskap) Lappland (bis 1634 eine Verwaltungsprovinz) und Finnlands nördlichste Provinz Lappland (Lapin lääni).
Bisweilen wird aus diesem Zusammenhang heraus Lappland mit Sápmi – dem tatsächlichen Siedlungsgebiet der Samen – gleichgesetzt. Sápmi reicht jedoch nach dem Selbstverständnis der Samen über die genannten historischen Provinzen weit hinaus. Auch wenn die Samen im Laufe der Jahrhunderte immer weiter in den Norden verdrängt wurden, reicht Sápmi heute von der Kola-Halbinsel in Russland bis nach Idre in der schwedischen Provinz Dalarna und Engerdal in der heutigen norwegischen Provinz Innlandet.